# Brigitte Eckstein
Brigitte Eckstein (* 31. Oktober 1926 in Berlin; † 3. Dezember 2007 in Aachen) war eine deutsche Physikerin, Hochschuldidaktikerin und Individualpsychologische Beraterin.

## Biografie
Brigitte Eckstein studierte 1946 Physik an der Humboldt-Universität, an der sie 1960 auch promovierte. Als Westberlinerin, die nach der Promotion als wissenschaftliche Mitarbeiterin am Institut für Physikalische Chemie der Deutschen Akademie der Wissenschaften in Berlin-Adlershof beschäftigt war, wollte sie nach dem Bau der Mauer nicht mehr in Ostberlin tätig sein und wechselte an die RWTH Aachen. Zunächst Assistentin am Institut für Mineralogie und Lagerstättenlehre, habilitierte sie sich 1965 für das Fach Kristallphysik. 1970 außerplanmäßige Professorin, wurde sie 1971 Wissenschaftliche Rätin und Professorin. 1987 wurde ihre Stelle in die einer Universitätsprofessorin umgewandelt. Nach ihrem Eintritt in den Ruhestand 1992 wandte sie sich verstärkt der Beschäftigung mit Hochschuldidaktik und der Individualpsychologie, einer Richtung der Psychoanalyse nach Alfred Adler, zu. Sie ließ sich als Individualpsychologische Beraterin ausbilden, führte in Aachen eine Praxis und leitete therapeutische Gruppenseminare.

## Werke (in Auswahl)
- Brigitte Eckstein, Bernard Fröhlig, Praxishandbuch der Beratung und Psychotherapie. Eine Arbeitshilfe für den Anfang.  (= Leben lernen Band 136), Stuttgart 2000, 1. Auflage, Stuttgart 2007, 3. Auflage. ISBN 978-3-608-89046-4.
- Brigitte Eckstein, Arbeitsanleitung für den Workshop "Herstellung einer Tonbildschau" (Hochschulpädagogische Arbeitspapiere, Nr. 9), Weiterbildungszentrum, Ruhr-Univ. Bochum (Hrsg.), Ruhr-Univ. Bochum, Weiterbildungszentrum, Sektion B.) Bochum 1984.
- Brigitte Eckstein, Einmaleins der Hochschullehre. Praktische Einführung in die Grundlagen und Methoden (= Kösel-Berufspraxis), München 1978, ISBN 3-466-30187-4.
- Brigitte Eckstein, Gruppenzentrierter Unterricht. Ein Werkstattseminar. Ein Versuch zur Sozialtherapie des Unterrichts (= Gruppenpädagogik, Gruppendynamik, Band 9), Heidelberg 1974, ISBN 3-494-00795-0.
- Brigitte Eckstein, Peter Hrabowski, Gruppendynamische Arbeit an der Hochschule. Ein Report (= Gruppenpädagogik, Gruppendynamik, Band 4), Heidelberg 1973, ISBN 3-494-00734-9.
- Brigitte Eckstein, Hochschuldidaktik und gesamtgesellschaftliche Konflikte (= edition suhrkamp, Band 536), Frankfurt (am Main) 1972, ISBN 3-518-00536-7.
- Brigitte Eckstein (Hrsg.): Hochschulprüfungen, Rückmeldung oder Repression? (= Blickpunkt Hochschuldidaktik, Heft 13), Hamburg. Arbeitskreis für Hochschuldidaktik 1971.
- Brigitte Eckstein, Ernst Bornemann, Arbeit mit kleinen Studentengruppen. Ein Beitrag zur Reform des Hochschulunterrichtes (= Blickpunkt Hochschuldidaktik, Heft 4) Hamburg. Arbeitskreis für Hochschuldidaktik 1969.
- Brigitte Eckstein, Der Einfluß von Punktdefekten auf Materialeigenschaften von Metallschmelzen (= Hochschulschrift  Aachen, T. H., F. f. Bergbau u. Hüttenw., Habil.Schr. v. 14. Juli 1965), Aachen 1965.
- Brigitte Eckstein, Zur Analyse von Gitterstörungen in Kristallen (= Hochschulschrift Berlin, Humboldt-Universität, Math.-naturwiss. F., Diss. v. 10. Juni 1960), o. O. 1960.

## Rezensionen zu Werken von Brigitte Eckstein
- Christian Fleck: Rezension zu: Brigitte Eckstein, Bernard Fröhlig: Praxishandbuch der Beratung und Psychotherapie. Stuttgart 2007. 3. Auflage. ISBN 978-3-608-89046-4. vom 22. September 2010, in: socialnet Rezensionen, ISSN 2190-9245